# Il ponte d'argilla
Il ponte d'argilla è un libro scritto da Markus Zusak ed edito da Picador in Australia e da Frassinelli in Italia nel 2018.

## Storia editoriale
In un'intervista al The Guardian del 2008, Zusak rivelò che:
(Intervista a Mark Zusak)
 Nel marzo 2016, Zusak ha dichiarato che il libro era finito al 90% ma che, "... sono una persona completamente diversa dalla persona che ha scritto The Book Thief . E questa è anche la cosa spaventosa: sono una persona diversa da quella che Ho iniziato a Bridge of Clay otto, nove anni fa... Dovrebbe essere pronto entro quest'anno, altrimenti probabilmente dovrò finalmente metterlo da parte."
In un'intervista con Publishers Weekly l'autore rivelò che il problema più difficile era trovare il narratore giusto e dare a quel narratore la voce giusta. Per sei anni un personaggio di nome Maggie fu il narratore del romanzo, ma dopo la revisione fu completamente eliminata dalla storia. Zusak paragonò la scrittura del libro all'Odissea, poiché il tema fondante era la guerra, e che un possibile sequel del libro avrebbe trattato il ritorno a casa del protagonista.

## Trama
I fratelli Dunbar, Clay, Matthew, Rory, Henry e Tommy, vivono soli in un quartiere di Sydney, dopo aver perso la loro madre, Penny, morta di cancro, e l'abbandono del loro padre, Michael. Un giorno quest'ultimo, chiamato "l'assassino", ritorna per chiedere loro di aiutarlo a costruire un ponte. Tutti i fratelli si rifiutano, tranne Clay, il quale abbandona la scuola per aiutarlo, ma prima di lasciare Sydney incontra, in una vecchia stalla abbandonata, la vicina di casa Catherine Novac, come è suo solito ogni sabato sera. I due discutono a proposito delle avvenute corse di cavalli della settimana e sono ossessionati da The Quarryman, un libro su Michelangelo.
Decenni prima, una giovane Penny siede al pianoforte con suo padre Waldek, il quale le batte le mani con un ramoscello ogni volta che sbaglia una nota. Cresciuto nel Blocco orientale, Waldek desidera una vita migliore per sua figlia, alla quale legge ogni giorno l'Iliade e l'Odissea. Col passare del tempo, Penny suona numerosi concerti in tutto il Blocco orientale, e Waldek decide di farla partecipare, all'età di 18 anni, a un concerto a Vienna, dopo il quale ella non tornerà mai più. Trasferitasi a Sydney, Penny trova un impiego come addetta alle pulizie e insegnante di inglese. Grazie ai suoi risparmi compra un pianoforte, che viene però consegnato al vicino Michael Dunbar. Michael, divorziato da sua moglie Abbey, s'innamora di lei e la sposa. Da lei avrà cinque figli, finché ella non si ammala di cancro.
Il lavoro sul ponte procede lentamente e, man mano che passano i mesi, Clay torna più volte a Sydney per vedere i suoi fratelli e Catherine, divenuta una fantina pluripremiata. Tuttavia, durante una gara, ella si infortuna e muore il giorno dopo. Sopraffatto dal dolore, Clay, ritenendosi responsabile della sua morte, decide di completare il ponte. Una volta finito, scompare per molti anni, per poi tornare in occasione del matrimonio di Matthew, riunendosi nuovamente alla famiglia.

## Personaggi
- Clay Dunbar: il penultimo dei figli di Michael e Penny Dunbar e protagonista della storia; è un ragazzo tranquillo e sensibile, appassionato di libri e di Michelangelo.
- Matthew Dunbar: figlio primogenito dei coniugi Dunbar, e narratore della storia; è un ragazzo responsabile e premuroso verso la sua famiglia.
- Rory Dunbar: figlio secondogenito; "la palla al piede", ha lasciato la scuola e lavora. Passa le sue serate a rubare cassette della posta.
- Henry Dunbar: figlio terzogenito, ha un redditizio giro di scommesse e colleziona libri e videocassette.
- Tommy Dunbar: il più giovane dei cinque fratelli, ama gli animali e le opere di Omero, a tal punto da chiamare i suoi animali: Agamennone (il pesce), Ettore (il gatto), Achille (il mulo) e Telemaco (il pappagallo).
- Michael Dunbar: è il padre dei fratelli Dunbar e marito di Penny; è chiamato l'assassino.
- Penelope 'Penny' Lesciuszko in Dunbar: è la madre dei fratelli Dunbar e moglie di Michael; muore di cancro.
- Catherine 'Cathy' Novac: è la vicina di casa dei fratelli Dunbar ed è innamorata di Clay.

## Accoglienza
Secondo Publishers Weekly, Zusak ha costruito la tensione abilmente con il suo uso di prefigurazione e simbolismo, che espone i segreti della storia, elogiando il suo uso delle date storiche per creare un "racconto sensato di perdita, dolore e manifestazioni di colpa". Pur lodando il libro per il suo peso simbolico, The Washington Post sottolinea che il lavoro è gravato dai suoi due decenni di riscrittura e revisione, sostenendo che la storia è "stravagantemente sovra-ingegnerizzata". Secondo The Guardian il libro è molto simile al precedente romanzo La bambina che salvava i libri, notando che "la morte ruba lo spettacolo" e che il suo uso dei colori spesso porta a "illuminazione teatrale", e che questo lavoro, a differenza del suo precedente, è "affermativamente pieno di vita".
Kirkus Reviews ha criticato il modo in cui il libro razionalizza il comportamento violento dei fratelli e l'espressione della mascolinità che ricorda l'atteggiamento dei ragazzi nei confronti dei ragazzi. Le donne nel romanzo sono ridotte a ruoli secondari di interessi amorosi e madri, e la diversità all'interno del romanzo stesso è gravemente carente - poiché la maggior parte dei personaggi è presumibilmente bianca e che la lettura richiede "uno sforzo meticoloso e pazienza". The Horn Book Magazine ha elogiato il talento di Zusak nella scrittura, ma sottolinea anche che la "prosa auto-indulgente ed elegiaca" rende il libro troppo impegnativo per i lettori, indipendentemente dall'età

## Riconoscimenti
- 2019 - Candidato Indie Book Awards[10]